# Parviturbo rolani
Parviturbo rolani is een slakkensoort uit de familie van de Skeneidae. De wetenschappelijke naam van de soort is voor het eerst geldig gepubliceerd in 2001 door Engl.